# جایزه بزرگ ایتالیا ۱۹۷۲
جایزه بزرگ ایتالیا ۱۹۷۲ (انگلیسی: ‎1972 Italian Grand Prix‎) یک مسابقهٔ موتوری در رشتهٔ اتومبیل‌رانی فرمول یک بود که در تاریخ ۱۰ سپتامبر ۱۹۷۲ در پیست ناتزیوناله مونتزا واقع در مونتزا، لمباردی، ایتالیا برگزار شد. این گراند پری در میان ۱۲ گراند پری در فصل ۱۹۷۲، مسابقهٔ شمارهٔ ۱۰ بود.
در این مسابقه که در ۵۵ دور و به مسافت ۳۱۷٫۶۲۵ کیلومتر (۱۹۷٫۳۶۳ مایل) برگزار شد، پول پوزیشن توسط ژاکی ایکس کسب شد و سریع‌ترین زمان برای طی یک دور پیست که برابر با ۱:۳۶٫۳ بود نیز توسط ژاکی ایکس به ثبت رسید.
امرسون فیتیپالدی از تیم لوتوس-فورد، مایک هیلوود از تیم سرتیز-فورد و دنی هیولم از تیم مک‌لارن-فورد به‌ترتیب مقام‌های اول تا سوم مسابقه را کسب کردند.

## رده‌بندی قهرمانی پس از مسابقه
|       | جایگاه | راننده           | امتیاز |
| ----- | ------ | ---------------- | ------ |
|       | ۱      | امرسون فیتیپالدی | ۶۱     |
| ۱     | ۲      | دنی هیولم        | ۳۱     |
| ۱     | ۳      | جکی استوارت      | ۲۷     |
|       | ۴      | ژاکی ایکس        | ۲۵     |
|       | ۵      | پیتر روسون       | ۱۷     |
| منبع: |        |                  |        |

|       | جایگاه | سازنده      | امتیاز |
| ----- | ------ | ----------- | ------ |
|       | ۱      | لوتوس-فورد  | ۶۱     |
|       | ۲      | مک‌لارن-فورد | ۳۹     |
|       | ۳      | تایرل-فورد  | ۳۳     |
|       | ۴      | فراری       | ۲۹     |
| ۲     | ۵      | سرتیز-فورد  | ۱۸     |
| منبع: |        |             |        |

یادداشت
- تنها پنج جایگاه نخست از هر رده‌بندی نمایش داده شده‌است.